# أنشيصورات
الأنشيصورات (الاسم العلمي:†Anchisauridae) هي فصيلة منقرضة من الزواحف تتبع رتبة شبيهات عظائيات الأرجل من طائفة الزواحف.

## التصنيف
- الأنشيصور